# Park Narodowy Manú

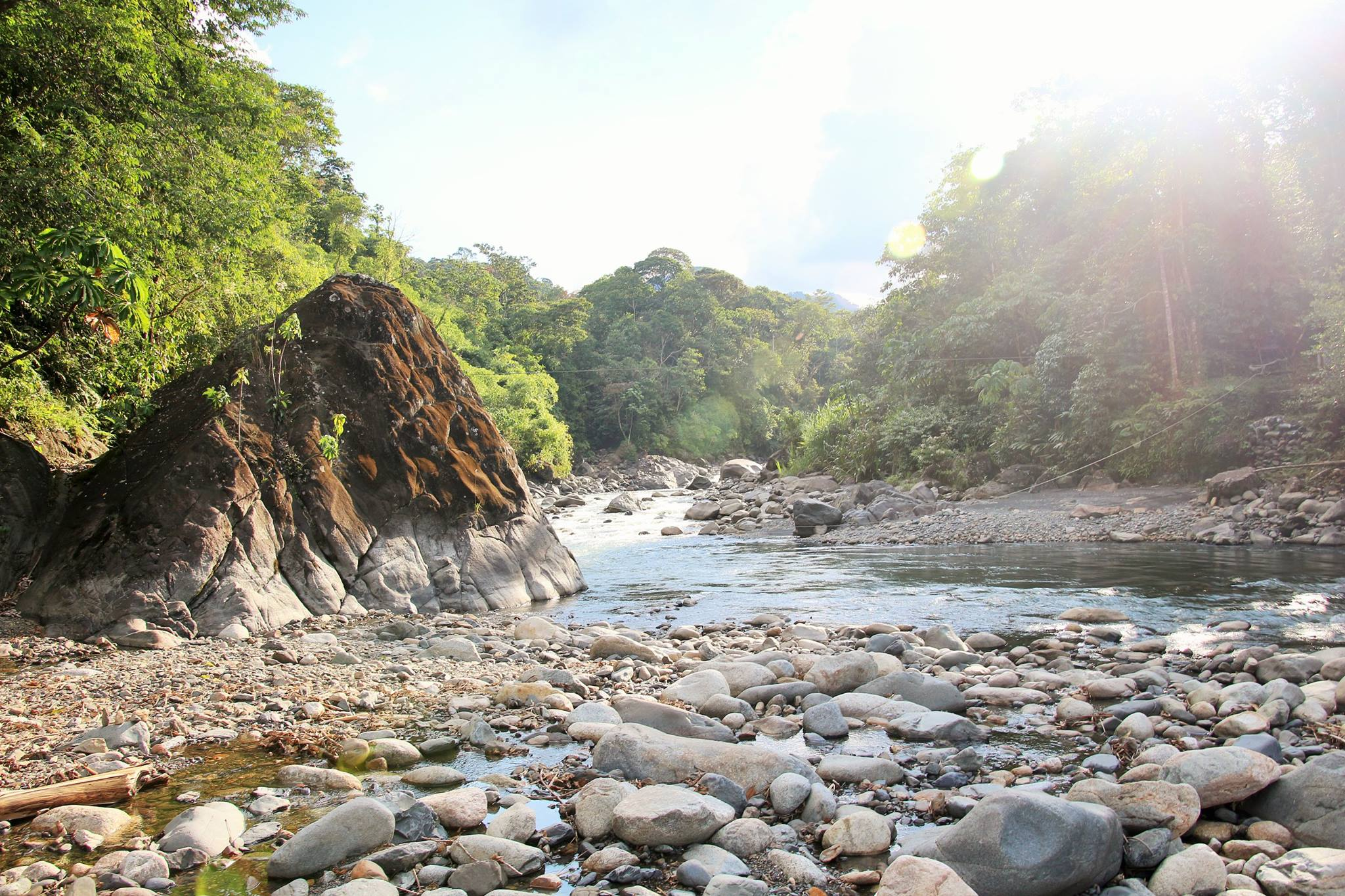
Rzeka Manu

Park Narodowy Manu (hiszp. Parque nacional del Manu) – park narodowy w Peru położony w regionach Madre de Dios (prowincja Manú) i Cuzco (prowincja Paucartambo). Został utworzony 29 maja 1973 roku i zajmuje obszar 17 162,95 km². Od 1977 roku stanowi rezerwat biosfery UNESCO. W 1987 roku został wpisany na listę światowego dziedzictwa UNESCO, a w 2008 roku został zakwalifikowany przez BirdLife International jako ostoja ptaków IBA. Na zachód od niego znajduje się Park Narodowy Otishi.

## Opis
Park znajduje się na pograniczu Andów Północnych i Niziny Amazonki, na wysokościach od 200 do 4300 m n.p.m., i obejmuje całe dorzecze rzeki Manu. Jest jednym z obszarów o największej różnorodności biologicznej na świecie.
Klimat równikowy. Na terenach nizinnych temperatura wynosi średnio +35 °C w dzień i +25 °C w nocy. Pora deszczowa trwa od stycznia do marca. Wysoko w górach średnia roczna temperatura to +8 °C.

## Flora
Niżej położoną część parku pokrywa wilgotny las równikowy, wyżej występuje tropikalny wilgotny las górski i las mglisty. Szczyty powyżej 4000 m n.p.m. pokrywa puna.
W parku odnotowano 4385 gatunków flory należących do 162 rodzin i 1191 rodzajów. Na jednym hektarze znaleziono aż 250 odmian drzew.
Rośnie tu narażona na wyginięcie (VU) orzesznica wyniosła, a także m.in.: Mauritia flexuosa, Euterpe precatoria, Cedrelinga catenaeformis, kauczukowiec brazylijski i drzewa z rodzajów Cedrela, Cekropka i Chorisia.

## Fauna
W parku zarejestrowano m.in.:
- Ssaki: blisko 160 gatunków
- Ptaki: 1000 gatunków

- Płazy: 140 gatunków
- Węże: 50 gatunków
- Jaszczurki: 40 gatunków
- Żółwie: 6 gatunków
- Aligatory: 3 gatunki
- Ryby: 210 gatunków
- Owady (około 30 milionów gatunków), w tym:

1. Motyle: ponad 1300 gatunków
2. Mrówki: co najmniej 300 gatunków
3. Ważki różnoskrzydłe: 136 gatunków
4. Chrząszcze: 650 gatunków[1][6].

Spośród dużych ssaków w parku żyje zagrożone wyginięciem (EN) arirania amazońska i ocelot andyjski, narażone na wyginięcie (VU) zębolita olbrzymia, andoniedźwiedź okularowy, pekari białobrody, czepiak czarny i tapir amerykański, a także m.in.: jaguar amerykański, jaguarundi amerykański, puma płowa, pekariowiec obrożny, mazama ruda, mulak białoogonowy, kapibara wielka, leniwiec pstry, wyjec rudy, wełniak brunatny, kapucynka białoczelna, kapucynka czubata.
Ptaki tu występujące to zagrożony wyginięciem (EN) mrówkowiec złotorzytny (Terenura sharpei), narażone na wyginięcie (VU) oliwiaczek czerwonodzioby (Zimmerius cinereicapilla), ara niebieskogłowa (Primolius couloni), kusacz Taczanowskiego (Nothoprocta taczanowskii) i  kusacz czarny (Tinamus osgoodi), a także m.in.: kusacz ciemnogłowy (Nothocercus nigrocapillus), kusacz kapturowy (Crypturellus atrocapillus), gęsiówka grzywiasta (Neochen jubata), białostrząb białobrewy (Leucopternis kuhli), harpia gujańska (Morphnus guianensis), złotopiórka (Leptosittaca branickii), stokóweczka szmaragdowa (Nannopsittaca dachilleae), srokaczek płowy (Phlogophilus harterti) i kacyk żółtorzytny (Cacicus koepckeae).
Z gadów żyje tu m.in. narażony na wyginięcie (VU) Podocnemis unifilis.